# Reklamiranje u video-igrama
Reklamiranje u video-igrama (eng In Game Advertisement), skraćeno IGA, odnosi se na reklamiranje u kompjuterskim i video-igrama. Nastalo je sa ciljem da oglašivači lakše i jednostavnije prikažu korisnicima svoje proizvode i usluge. Ovakav vid reklamiranja razlikuje se od advergejminga (eng. advergaming) koji se odnosi na igru čija je svrha da reklamira neki proizvod.
Reklamiranje u video-igrama može biti integrisano na nekoliko načina:
1. preko displeja u pozadini, kao što su bilbordi ili reklama u igri za vreme pauze koja nastaje dok se igra učitava,
2. visoko integrisan u igri, tako da se proizvod reklamira tek kada se završi jedan deo u igri ili
3. da bude emitovan na istaknutim mestima u okviru scene.

Jedna od prednosti reklamiranja u video-igrama u odnosu na tradicionalne reklame je da je manje verovatno da će potrošači obavljati više aktivnosti koristeći druge medije dok igraju. Međutim, pažnja je i dalje podeljena između igranja igara, izvršavanje komandi tokom igranja i oglašavanja.

## Istorija
Prvi primer brenda koji je programiran u igri pojavio se još 1973 godine u igri Mesečev Sletač (eng Lunar Lander). U ovoj igri, kada bi igrač spustio letelicu na određeno mesto, pojavio bi se restoran MekDonalds i astronaut bi izašao i naručio Big Mek. Tada je ova ideja predstavljala način da se programer našali sa korisnicima, pre nego kao vrsta oglašavanja. Posle toga, najstarija poznata kompjuterska igra koja je primenila ovakav vid reklamiranja je tekstualna avantura Adventureland koja sadrži promotivni oglas za sledeću igru Pirates Adventure.
Najstariji poznati komercijalni vid reklame u igri pojavio se 1991. godine, kada se spot za Pingvin keks pojavio u igri James Pond - Roboco. Igra sadrži pingvine, kao i nivo gde može da se stoji na čokoladici. Zahvaljujući ovakvom vidu komunikacije, Pingvin keks je postala vodeća kompanija na svom tržištu nadmašivši KitKat čokoladice prvi put u istoriji samog proizvoda.

## Oblici reklamiranja u video-igrama

### Statičnost u reklamiranju unutar igara
Slično plasmanu proizvoda u filmskoj industriji, "statički IGA" kada se napravi ne može se menjati nakon izrade zato što je direktno programiran u igri. Izuzetak su onlajn igre koje su dostupne non-stop u mreži. Međutim, za razliku od plasmana proizvoda u tradicionalnim medijima, IGA omogućava igračima da komuniciraju sa virtuelnim proizvodom. Jedan od primera je Splinter Cell igra u kojoj igrač koristi mobilni telefon Soni Erikson kako bi rešio misiju ili Alan Wake gde glavni junak koristi baterije za baterijsku lampu Energizer koju koristi kroz celu igru. Za razliku od dinamičkog IGA, statički IGA nije ograničen na razvojne programe i izdavači unapred određuju veličinu ili lokaciju i dozvoljavaju oglašivačima da prilagode displej (prikaz) reklame.
Brojne igre koriste bilborde za reklamiranje ili plasman proizvoda kako bi stvorili realno igračko okruženje. Najčešće sportske igre sadrže ove reklame kako bi simulirale veliko reklamiranje u profesionalnim sportovima. Slično tome, mnoge od njih koriste robne marke kao što su oružje i automobili koji su tokom igre statusni simboli. Ove vrste referenci ne moraju biti reklame već mogu da stoje isključivo za priču u igri ili zbog dizajna.

### Dinamičnost u reklamiranju unutar igara
Sa povećanjem internet konekcija i protoka, proširilo se korišćenje dinamičkog IGA, koji omogućava proizvođaču igara ili njegovom prodavcu koji se reklamira nekoliko povoljnosti:
- Može sa daljine da isporučuje reklame,
- Može da ažurira reklame posle lansiranja igre i
- Može da cilja reklamiranje koje je zasnovano na vremenskoj ili teritorijalnoj dimenziji.

Ovaj pristup kombinuje prilagođavanje veb banerima sa funkcionalnošću tradicionalnih bilborda i postera budući da većina IGA ne linkuje ka vebsajtu van igre.
Dinamičko reklamiranje dozvoljavaja proizvođaču igre ili prodavcu reklame da prati promene u trenutnom vremenu i snimanje podataka kao što je uvid u vreme na ekranu, tip oglašavanja i ugao gledanja. Ove informacije mogu da se koriste za poboljšanje buduće kampanje, za otklanjanje problema u slučaju kopiranja ili da učini da se tekuća reklama više dopadne igračima.
Korišćenjem dinamičkog reklamiranja došlo je do poboljšanja reklamnih kampanja s obzirom da one ne treba da budu dizajnirane mesecima ili godinama pre nego što se igra napravi. Dinamične reklame mogu da se nabave nakon izdavanja igre na tržište, a programer može da utvrdi lokaciju reklame u igri. Na primer, u oktobru 2008. godine, u 10 država Sjedinjenih Američkih Država kupljene su bilbord reklame za demokratskog predsedničkog kandidata Baraka Obamu u brojnim Xboks 360 igrama. Reklamiranje je vršeno samo tokom on-lajn igranja.

## Reklamiranje u on-lajn igrama

### i besplatno igranje igara
(kovanica od „slobodan“ (free) i „naknada“ (premium)) i besplatne igre (F2P) se obično igraju onlajn i obezbeđuju besplatno osnovnu igru sa mogućnošću za igrače da naruče napredne funkcije ili dodatne stavke (dodatni paket). One funkcionišu po teoriji da će igrač da plati za dodatne funkcije nakon što je proveo dosta vremena igrajući se.
Freemium je poslovni model koji radi tako što nudi proizvod ili uslugu besplatno (obično digitalne ponude kao što su: softver, sadržaj, sama igra, internet usluge i dr.), dok se za napredne funkcije, funkcionalnost ili slične proizvode i usluge vrši naplata. U Freemium igrama kao što je Farmville, ove transakcije su obično jednokratna plaćanja za specifičnu robu u igri (mikro-transakcije).
Besplatno igranje (F2P) se odnosi na bilo koju video-igru koja ima opciju koja omogućuje svojim igračima da se igraju bez plaćanja. One su bile namenjene povremenim igračima, pre nego što je došlo do šireg prihvatanja igara koje su objavili veliki izdavači boreći se protiv piraterije u video-igrama i uz visoke sistemske zahteve. Autori F2P igara koriste druge načine da stvore prihod kao što je naplata za određene stvari u samoj igri ili integracija reklame u igri. Besplatno igranje se može uporediti sa tipom igara „plati-i-igraj“, u kojoj je obavezno plaćanje za korišćenje pre upotrebe servisa i freemium. Smatra se da, ako ne postoji plaćanje za bilo koju karakteristiku u igri, onda je ona besplatna.

### Plati i igraj
Plati i igraj igre zadužuju igrače za pristup sadržaju igre. U zavisnosti od njenog okruženja, neke igre ovog tipa imaju karakteristike IGA. Na primer, World of Heroes i Anarchy Online koriste dinamički IGA u urbanoj sredini kako bi oponašali realni svet. Nasuprot tome, EverQuest 2 i  ne koriste IGA zato što se reklame ne uklapaju u kontekst same igre.  je ranije napomenuo da neće razmatratit korišćenje IGA u World of Warcraft. Nasuprot tome, Soni kompanija je eksperimentisala na kratko sa funkcijom koja omogućava igračima da naruče picu na kućnu dostavu u EverQuest 2.
Pored uspostavljanja pristupnosti robne marke, kompanije mogu da koriste reklame u video-igrama za testiranje budućih lokacija u realnom svetu. Koka-kola je to testirala sa automatom za piće u virtuelnom svetu Playstation Home, u cilju promovisanja Džordžia kafe za Japansko tržište.

## Kritika

### Pozitivna kritika
Reklamna industrija je generalno prihvatila IGA i advertgejming kao efikasne načine da se dopre do ciljne grupe: muškaraci od 16 do 34 godine koji koriste igre kao opuštajuća aktivnost. Najčešća identifikacija sa reklamom je prisutna u sportskim igrama i auto trkama. Oglašivači takođe cene ekonomsku povratnu reakciju od IGA: 2010. godine sektor za ispitivanje tržišta Nielsen kompanije je pokazala da je IGA imao prinos na investiciju od 3.11 dolara po jednom potrošenom dolaru..
IGA može da stvori nove izvore prihoda, u nekim slučajevima profiti izdavača su se povećali za dodatnih 1 do 2 dolara po prodatoj jedinici (pored uobičajenih 5 do 6 dolara profita po jedinici). Neke igre za mobilne telefone zamenile su naplaćivanje igračima sa IGA, a to je važan izvor prihoda za igre koje se igraju preko brousera i druge internet igre koje se ne karakterišu mikro-transakcijama ili “plati i igraj”. Neki izdavači vide IGA kao način da nadoknade rastuće troškove razvoja igara, dok drugi veruju da će im IGA omogućiti da eksperimentišu sa igrama putem smanjenja finansijskih rizika u vezi sa razvojem igara.

### Negativna kritika
Mnogi oglašivači ne prihvataju video-igre kao održiv medij za oglašavanje. To je zbog kontinuiranih teškoća u merenju efikasnosti IGA uprkos primeni GamePlay Metrika, neizvesnosti o tome koliko igrača će igra da uključi kao i dugog razvojnog ciklusa svojstvenog video-igrama.
Najveći problem reklamiranja u video-igrama je integrisanje IGA u igrama bez odbacivanja ili frustracije igrača. Kompanije koje prave igre strahuju da bi mogle da budu prisiljene da promene igru na zahtev oglašivača ako IGA postane dominirajući izvor prihoda, i da se suoče sa mogućim reakcijama korisnika. U nekim igrama može biti lakše da se oslanjaju na prihode od prodaje virtuelnih dobara, s obzirom da može da se obezbedi pouzdan i veći tok prihoda nego reklamiranje, a ima tu prednost da je direktno uključena u iskustvo igranja i da je pod potpunom kreativnom kontrolom od strane programera.
Elektronik Arts je imala loše iskustvo sa ovim pristupom. U intervjuu za engleski časopis Edže predsednik EA je izjavio: "Mi u stvari uopšte ne dobijamo mnogo prihoda od IGA. Poslovanje putem IGA nije poraslo tako brzo kao je narod očekivao od njega.".

## Spoljašnje veze
- , kompanija koja se bavi pružanjem usluga reklamiranja u video-igrama
- Beoventura, igra Srpske kompanije Gameyus Interactive napravljena u saradnji sa Dunav Osiguranjem. Jedan od primera reklame u video-igri napravljena od strane Srpskih programera.